# Lista de institutos, faculdades e escolas da Universidade de São Paulo
A lista de institutos, faculdades e escolas da Universidade de São Paulo é formada por institutos, faculdades e escolas; espalhados pelo estado de São Paulo.

## Campus da Capital (São Paulo)
Cidade Universitária - Butantã:

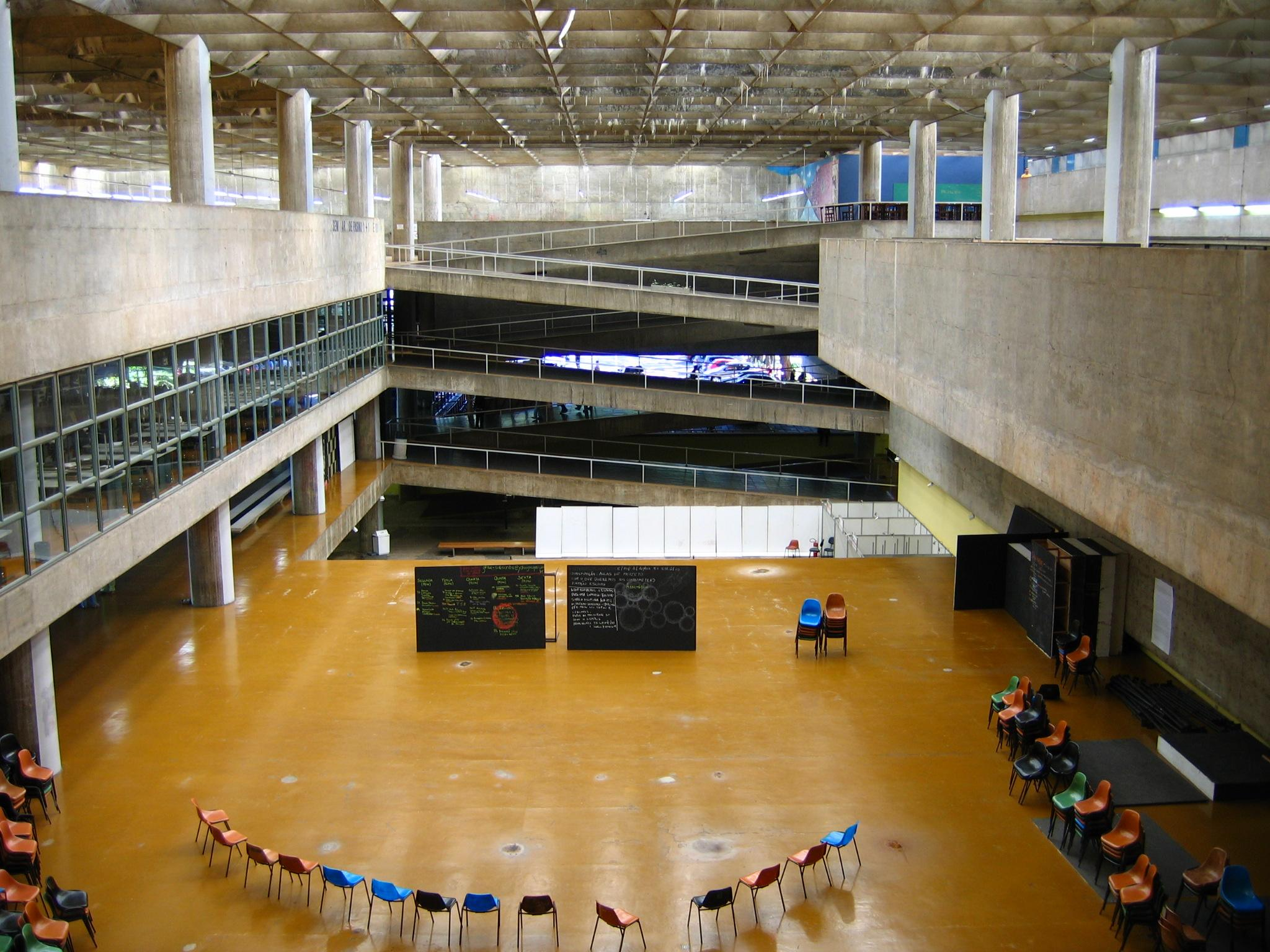
Hall da Faculdade de Arquitetura e Urbanismo (FAU).

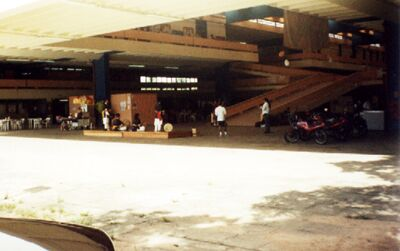
Prédio da Faculdade de Filosofia, Letras e Ciências Humanas (FFLCH).

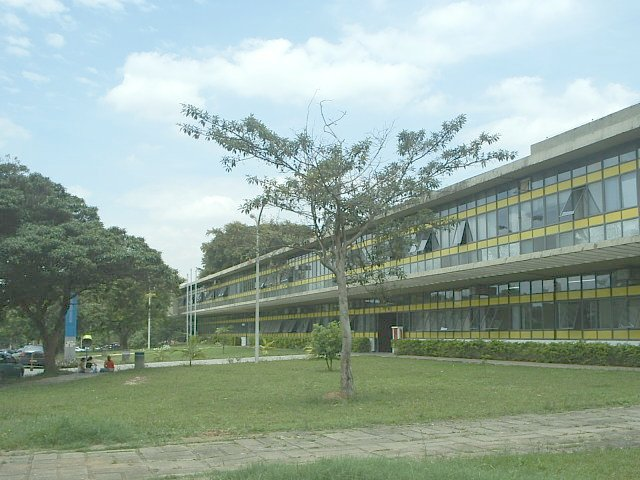
Prédio do Instituto Oceanográfico (IO).

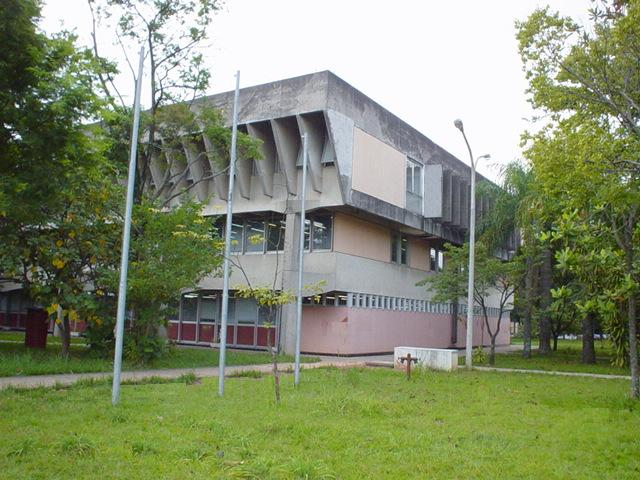
Bloco A do Instituto de Matemática e Estatística (IME).

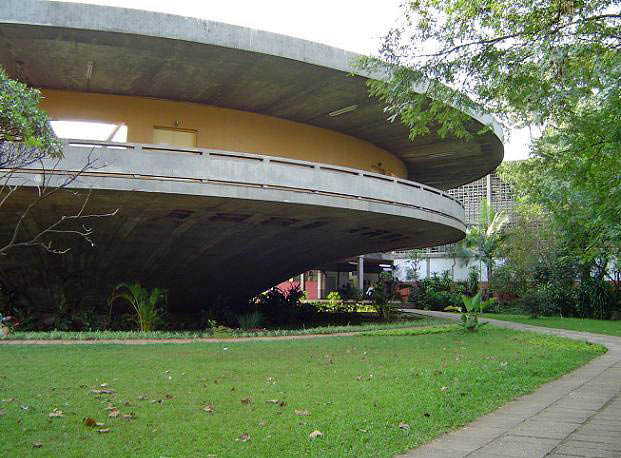
Edifício do Biênio da Escola Politécnica (EP).

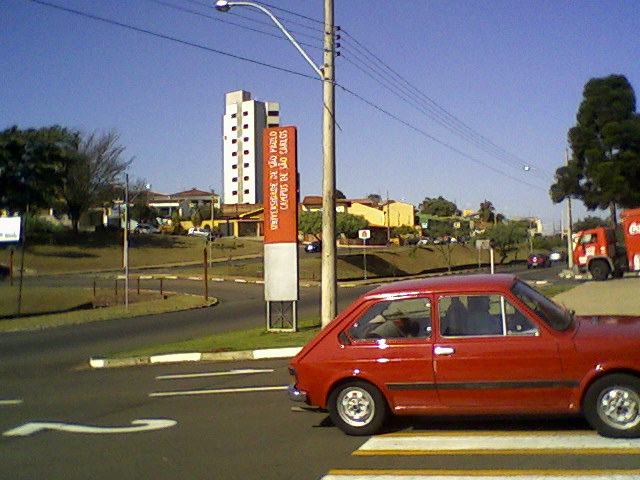
Entrada do Campus 1 de São Carlos.

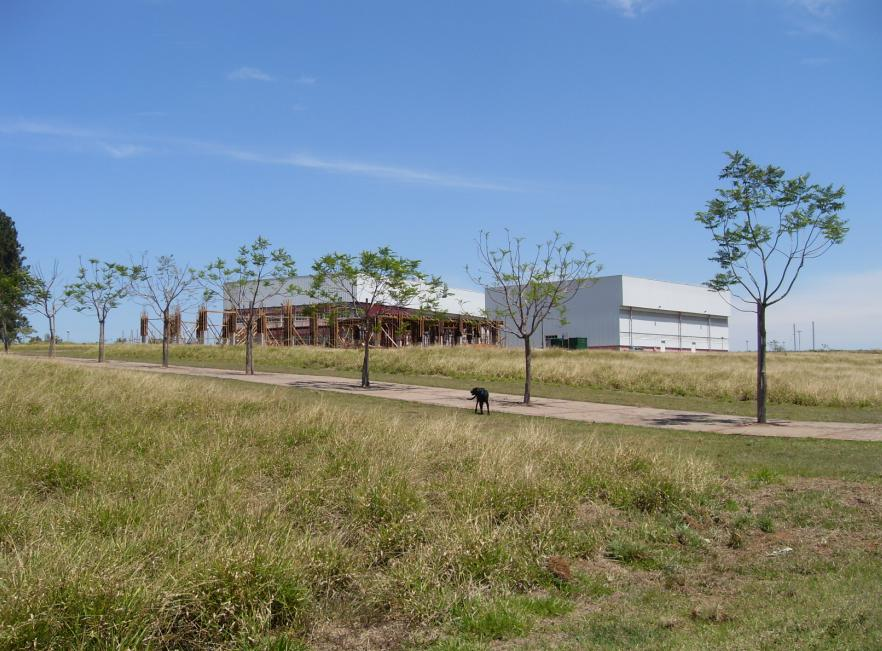
Prédios da Engenharia Aeronáutica no Campus 2 de São Carlos.

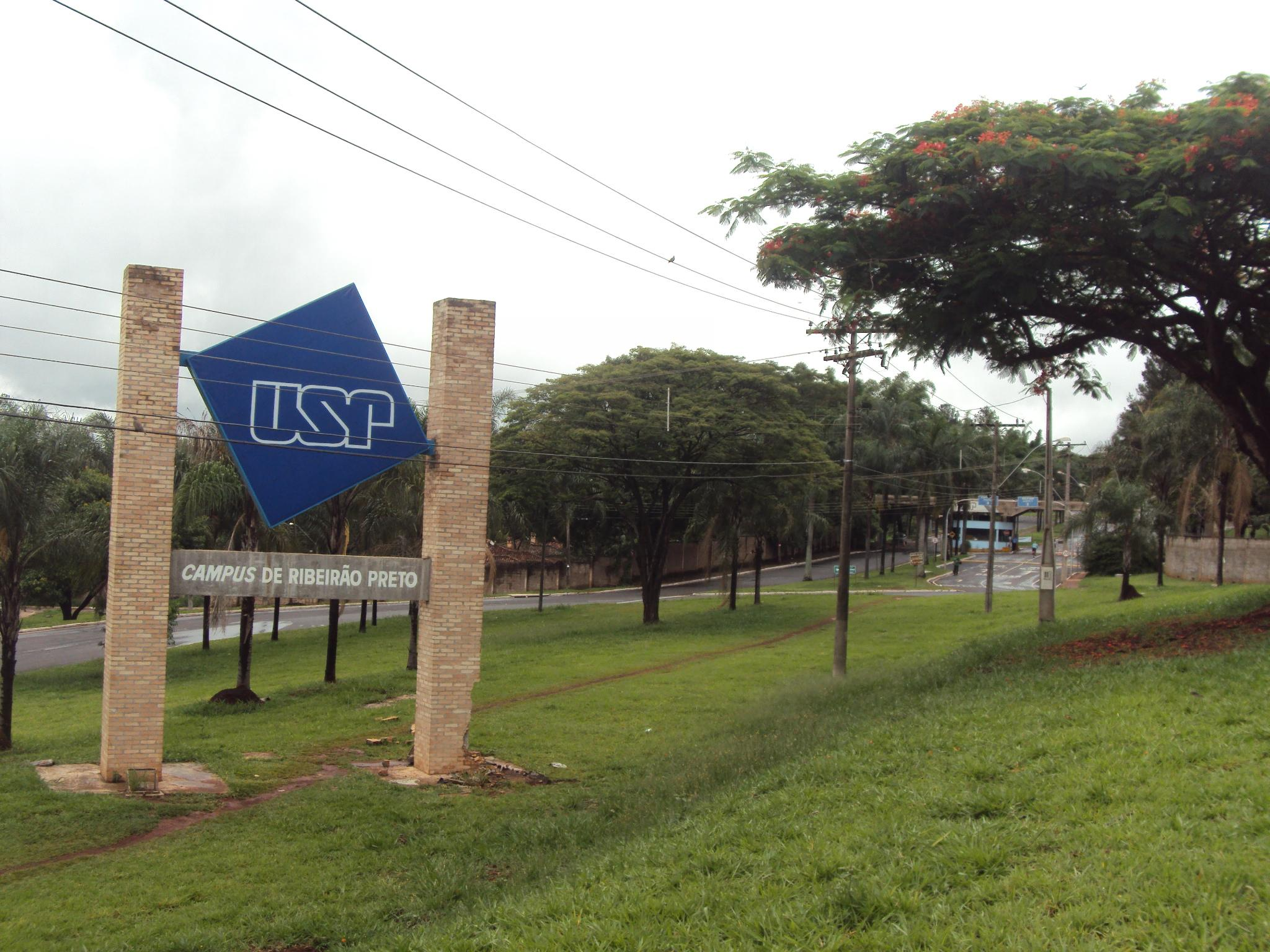
Entrada do Campus de Ribeirão Preto.

- Escola de Comunicações e Artes (ECA-USP)
- Escola de Educação Física e Esporte (EEFE-USP)
- Escola Politécnica (EP-USP ou Poli-USP)
- Faculdade de Arquitetura e Urbanismo (FAU-USP)
- Faculdade de Ciências Farmacêuticas (FCF-USP)
- Faculdade de Economia, Administração, Contabilidade e Atuária (FEAUSP)
- Faculdade de Educação (FEUSP)
- Faculdade de Filosofia, Letras e Ciências Humanas (FFLCH-USP)
- Faculdade de Medicina Veterinária e Zootecnia (FMVZ-USP)
- Faculdade de Odontologia (FOUSP)
- Instituto de Astronomia, Geofísica e Ciências Atmosféricas (IAG-USP)
- Instituto de Biociências (IBUSP)
- Instituto de Ciências Biomédicas (ICB-USP)
- Instituto de Eletrotécnica e Energia (IEE)
- Instituto de Estudos Avançados (IEA)
- Institutos de Estudos Brasileiros (IEB)
- Instituto de Física (IFUSP)
- Instituto de Geociências (IGc-USP)
- Instituto de Matemática e Estatística (IME-USP)
- Instituto de Psicologia (IPUSP)
- Instituto de Química (IQUSP)
- Instituto de Relações Internacionais (IRI-USP)
- Instituto Oceanográfico (IOUSP)

Quadrilátero da Saúde-Direito:
- Faculdade de Direito (FDUSP)
- Escola de Enfermagem (EE-USP)
- Faculdade de Saúde Pública (FSP-USP)
- Faculdade de Medicina (FMUSP)
- Instituto de Medicina Tropical de São Paulo (IMT-USP)

Campus Capital - Área Leste (USP Leste):
- Escola de Artes, Ciências e Humanidades (EACH-USP)

## Campus de São Carlos
- Escola de Engenharia de São Carlos (EESC-USP)
- Instituto de Arquitetura e Urbanismo (IAU-USP)
- Instituto de Ciências Matemáticas e de Computação (ICMC-USP)
- Instituto de Física de São Carlos (IFSC-USP)
- Instituto de Química de São Carlos (IQSC-USP)

## Campus de Ribeirão Preto
- Escola de Educação Física e Esporte de Ribeirão Preto (EEFERP-USP)
- Escola de Enfermagem de Ribeirão Preto (EERP-USP)
- Faculdade de Ciências Farmacêuticas de Ribeirão Preto (FCFRP-USP)
- Faculdade de Direito de Ribeirão Preto (FDRP-USP)
- Faculdade de Economia, Administração e Contabilidade de Ribeirão Preto (FEARP-USP)
- Faculdade de Filosofia, Ciências e Letras de Ribeirão Preto (FFCLRP-USP)
- Faculdade de Medicina de Ribeirão Preto (FMRP-USP)
- Faculdade de Odontologia de Ribeirão Preto (FORP-USP)

## Campus "Luiz de Queiroz" (Piracicaba)
- Escola Superior de Agricultura Luiz de Queiroz (ESALQ-USP)
- Centro de Energia Nuclear na Agricultura (CENA)

## Campus de Bauru
- Faculdade de Odontologia de Bauru (FOB-USP)
- Hospital de Reabilitação de Anomalias Crânio-Faciais (HRAC-USP)

## Campus "Fernando Costa" (Pirassununga)
- Faculdade de Zootecnia e Engenharia de Alimentos (FZEA-USP)

## Campus de Lorena
- Escola de Engenharia de Lorena (EEL-USP)

## Campus de Santos
- Departamento de Engenharia de Minas e Petróleo da Escola Politécnica da USP

## Base avançada (São Sebastião)
- Centro de Biologia Marinha (CEBIMar-USP)

## Base avançada (Jaú)
- Centro de Educação Virtual (CEV)